# Éduc action
 (mai 2023).
Éduc action est un groupe de presse béninois spécialisé dans les questions de l'éducation et la culture. Créé le 13 juillet 2013 par Ulrich Vital Ahotondji, qui en est le directeur général, Educ'Action a pour mission d'offrir une plateforme d'actions et de rayonnement à toutes les initiatives du secteur de l'éducation.  

## Description
Éduc action est créé en juillet 2013 par Ulrich Vital Ahotondji, avec pour mission de faire la promotion de l'éducation en Afrique au Bénin à travers sa ligne éditoriale. Le journal fête 6 ans existences à travers plusieurs activités.    